# Старший инспектор Джепп
Старший инспектор Джеймс Гарольд Джепп (англ. Detective Chief Inspector James Harold Japp) — вымышленный сотрудник Скотланд-Ярда, появляющийся во многих романах и рассказах Агаты Кристи об Эркюле Пуаро.
Как и роли мисс Лемон и Артура Гастингса, роль инспектора Джеппа в историях о Пуаро была преувеличена при экранизации книг; в сериале Пуаро Агаты Кристи они часто появляются там, где их не было изначально. Джепп встречается в основном в произведениях 1930-х годов, и, как и Гастингс, затем исчезает. В поздних романах встречается суперинтендант Спенс, напоминающий его по характеру.
Джеймс Джепп, будучи исправным детективом, не обладает талантами Пуаро. С годами он проникся уважением к великому сыщику. Жену Джеппа, часто упоминаемую им самим в разговорах, зовут Эмили.
В сериале «Пуаро Агаты Кристи» роль Джеппа играет Филип Джексон, а играющий в нём главную роль Дэвид Суше был Джеппом в фильме «Тринадцать за ужином» с Питером Устиновым в главной роли.
Филип Джексон также играл Джеппа в радиопостановке Би-би-си, выпущенной одновременно с сериалом. Особенность образа, созданного Джексоном, — достаточно самобытный характер среднего англичанина-полицейского, профессионала в своем деле, не лишённого человеческой теплоты, несколько грубоватого в силу специфики работы и поначалу немного несерьёзно относящегося к Пуаро, но впоследствии очень дорожащего своей дружбой с ним.